# Pico de la Estrella
El pico de la Estrella es una montaña de la sierra de Gádor, al suroeste de la provincia de Almería (España). Tiene una altitud de 1978 m s. n. m. En el pasado albergó actividad minera, hoy ya desaparecida. Administrativamente, se encuentra en el término municipal de Laujar de Andarax.

## Descripción
Presenta una cima alomada, en orientación norte-sur. Al este, tiene laderas escarpadas con un gran desnivel hacia Castala, a tan solo 600 m. Al oeste, tiene laderas de pendientes suaves en la zona conocida como "El Pelao", una meseta por encima de los 1800 m y de escasa vegetación que conforma la parte alta de la sierra.
Hubo actividad minera en el pasado, quedando los restos de un antiguo poblado al sur de la cima. Algunos pozos de minas no están debidamente cubiertos y presentan un riesgo para personas y animales. Por este motivo es recomendable tomar precauciones y prestar atención al salir de los caminos marcados.